# Gare de Nieppe
La gare de Nieppe est une gare ferroviaire française de la ligne de Lille aux Fontinettes, située sur le territoire de la commune de Nieppe dans le département du Nord, en région Hauts-de-France.
Une halte est mise en service en 1884 par la Compagnie des chemins de fer du Nord. C'est une halte voyageurs de la Société nationale des chemins de fer français (SNCF) desservie par des trains TER Hauts-de-France.

## Situation ferroviaire
Établie à 19 mètres d'altitude, la gare de Nieppe est située au point kilométrique (PK) 24,018 de la ligne de Lille aux Fontinettes, entre les gares d'Armentières et de Steenwerck. 

## Histoire

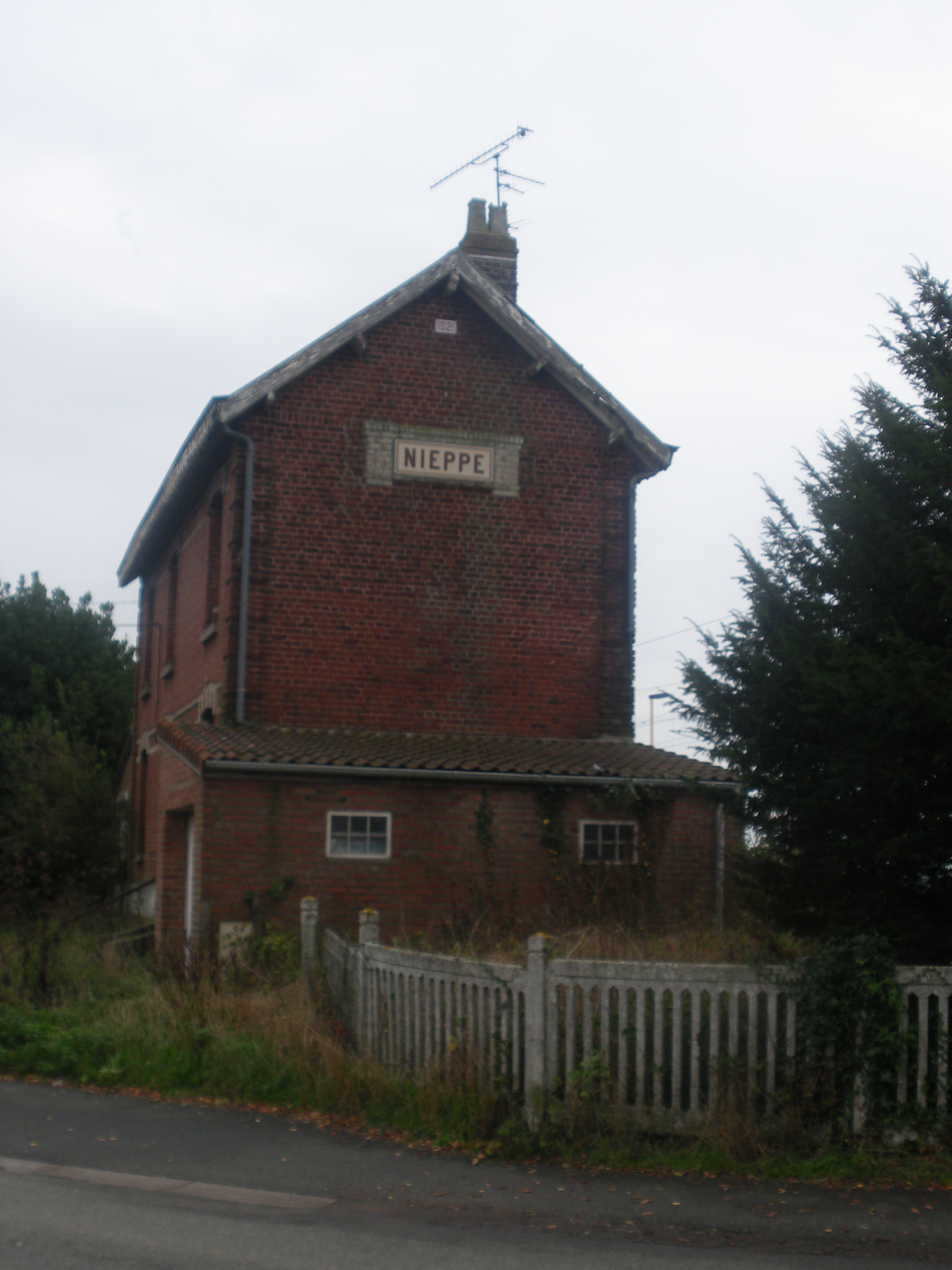
Vue de l'ancien bâtiment voyageurs.

La halte de Nieppe est mise en service et ouverte aux voyageurs le 15 juin 1884 par la Compagnie des chemins de fer du Nord.

## Service des voyageurs

### Accueil
Halte SNCF, c'est un point d'arrêt non géré (PANG) à entrée libre.

### Desserte
Nieppe est desservie par des trains TER Hauts-de-France qui effectuent des missions entre les gares de Lille-Flandres et de Hazebrouck, ou de Dunkerque.

### Intermodalité
Un parking est aménagé. La ligne 113 du réseau Arc-en-Ciel dessert la gare depuis 2014.